# 3 Oddział Ochrony Pogranicza
3 Oddział Ochrony Pogranicza – zlikwidowany oddział w strukturze organizacyjnej Wojsk Ochrony Pogranicza pełniący służbę na granicy polsko-niemieckiej i granicy morskiej.

## Formowanie i zmiany organizacyjne

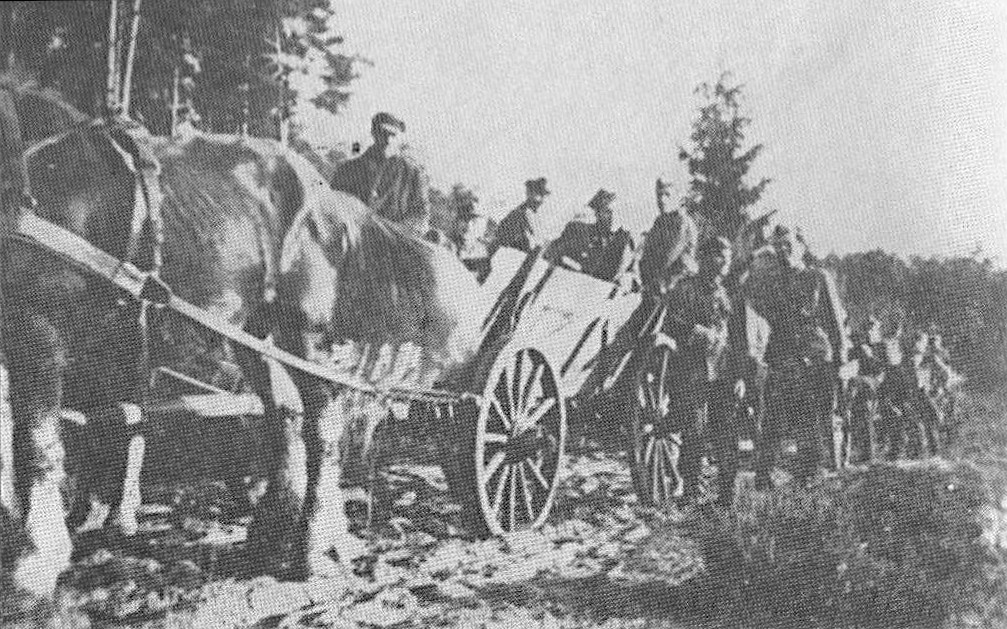
Grupa żołnierzy 3 Oddziału WOP w drodze do organizującej się strażnicy. Siedzący na wozie w rogatywce ppor. Eugeniusz Rułko. (1945)

3 Oddział Ochrony Pogranicza JW 1823 (Zarządzenie SzSG Nr  053/Org. 30 marca 1946) sformowany na podstawie rozkazu nr 05 dowódcy Wojskowego Okręgu Morskiego z 12 października 1945 według etatu nr 8/8–B w składzie pięciu komendantur odcinków i 25 strażnic o stanie 2507 oficerów, podoficerów i szeregowców i 23 pracowników cywilnych.
Na terenie Pomorskiego Okręgu Wojskowego, który formował oddział WOP nr 3. wystąpiły skumulowane problemy natury kadrowej i materiałowo-technicznej. Stąd też formowanie oddziału WOP nr 3 rozpoczęte 16 października 1945 w Szczecinie, który miał ochraniać część granicy zachodniej i morskiej w oparciu głównie o zasoby stanu osobowego z:
- 12 Dywizji Piechoty
- części 16 Dywizji Piechoty
- części 1 Warszawskiej Dywizji Kawalerii
- części 5 Zapasowego Pułku Piechoty

od samego początku przebiegało z oporami. Zwłaszcza że 12. Dywizja Piechoty, która miała zgodnie z wydanym rozkazem przekazać organizowanemu oddziałowi do 11 listopada 1945 2176 ludzi, w tym 76 oficerów i 500 podoficerów, nie wywiązała się z nałożonego na nią zadania. W wyniku czego 1 listopada 1945 oddział liczył zaledwie 139 ludzi, w tym 135 oficerów i 4 podoficerów. Dopiero w dniach 8–9 listopada 1945 z 12. Dywizji Piechoty przybyło 688 ludzi, w tym 20 podoficerów. Mimo takiego stanu rzeczy dowódca oddziału ppłk Sergiusz Czesnakow rozkazem organizacyjnym nr 1 z 9 listopada 1945 nakazał zorganizowanie dwóch komend odcinków nr 11. i 12. oraz ich wyjście tego samego dnia na odcinek ochraniany przez 43. pp 12. DP Kostrzyn–Gryfino. Zorganizowane pospiesznie Komendy Odcinków WOP nr 11. i 12. wraz ze skompletowanymi załogami strażnic tego samego dnia wyszły ze Szczecina i 10 listopada 1945 przejęły ochronę granicy od 43. pp 12. DP.
Zasadnicze zakończenie prac nad organizacją oddziału i przejęcie przez niego formalnie ochranianego odcinka granicy państwowej od 12. DP nastąpiło 13 listopada 1945 i przystąpiono do pełnienia służby granicznej, mimo że w chwili przejmowania granicy od 12. Dywizji Piechoty stan liczebny oddziału daleki był od stanu etatowego. Rzeczywiste przejęcie całego dotychczas ochranianego przez 12. Dywizję Piechoty odcinka granicy państwowej nastąpiło dopiero 4 grudnia 1945, kiedy to 15. Komenda Odcinka WOP przejęła odcinek granicy państwowej od Kanału Piastowskiego po wyspę Wolin od 39. pp 12. DP. 
Miejscem postoju Oddziału miał być początkowo Starogród (obecnie Stargard), ale faktycznie pierwszą siedzibą dowództwa był budynek w Szczecinie przy ul. Piotra Skargi 35, a następnie koszary przy ul. Żołnierskiej.
Przejęcie wyznaczonego odcinka granicy, które nastąpiło ze znacznym opóźnieniem w stosunku do terminu wyznaczonego rozkazem, nie oznaczało końca procesu formowania oddziału. Według oceny Departamentu WOP, mimo że Pomorski Okręg Wojskowy organizował w pierwszej kolejności tylko ten jeden oddział, „praca nad formowaniem szła tu najgorzej”. Podjęte działania na rzecz poprawy stanu organizacji oddziału sprawiły, że do końca stycznia 1946 udało się uzupełnić oddział do stanu bliskiemu etatowi – 83,3%. Nastąpiło to w wyniku skierowania w grudniu 1945 i styczniu 1946 do oddziału głównie z 12. Dywizji Piechoty i 1. Dywizji Rolno-Gospodarczej (DR-G) 825 ludzi, w tym 24 oficerów i 307 podoficerów. W marcu 1946 oficer Departamentu WOP mjr Tadeusz Bożejko, nadzorujący przekazywanie obowiązków dowódcy oddziału przez ppłk. Sergiusza Czesnakowa, mjr. Aleksandrowi Bochanowi stwierdził, 
że „organizacja oddziału nie została jeszcze faktycznie zakończona”. 
Na podstawie rozkazu Nr 0153/Org. Naczelnego Dowódcy WP z 21 września 1946 jednostka została przeformowana w 3 Szczeciński Oddział WOP.

## Struktura organizacyjna oddziału
Stan w 1945:
- Dowódca oddziału
  - Adiutant
- Zastępca ds. polityczno-wychowawczych
  - Wydział polityczno-wychowawczy
- Zastępca ds. liniowych
  - Kierownik służby psów
- Szef sztabu
  - Sztab
- Zastępca ds. wywiadu
  - Wydział wywiadowczy
- Pomocnik ds. gospodarczych
  - Wydział zaopatrzenia materiałowo-technicznego
  - Sekcja kwatermistrzowsko-eksploatacyjna
  - Kompania gospodarcza
- Szef służby inżynieryjnej
- Szef służby samochodowej
- Szef służby chemicznej
- Szef służby sanitarnej
  - Ambulatorium Izba chorych
- Szef służby weterynaryjnej
  - Ambulatorium weterynaryjne

1 grudnia 1945 oddział liczył 1597 żołnierzy i 14 pracowników cywilnych. Obejmował 5 komendantur odcinków ze strażnicami w terenie:
- 11 komendantura odcinka – Mieszkowice[27]
- 12 komendantura odcinka – Chojna[27]
- 13 komendantura odcinka – Szczecin ul Mickiewicza 66[27]
- 14 komendantura odcinka – Nowe Warpno[28][27]
- 15 komendantura odcinka – Międzyzdroje[28][27]
  - Łącznie stanowiło to 25 strażnic
- 7 Przejściowych punktów kontrolnych[27] (PPK)[l][m]:

I kategorii:
- - Szczecin Port
  - Szczecin Gumieńce (kolejowe) (sformowany jesień 1946[n])

III kategorii:
- - Szosa Szczecin–Berlin m.p. Kołbaskowo (sformowany w 1946[o])
  - Kostrzyn (drogowe)
  - Kostrzyn (kolejowe)
  - Świnoujście (drogowe)
  - Gryfino (rzeczne) (sformowany w 1947[p]).
- Grupa manewrowa (175 żołnierzy)[q]
- Pluton komendancki.

## Ochrona granicy
3 Oddział OP przejął ochronę granicy państwowej od 12 Dywizji Piechoty wzmocnionej szwadronem ułanów 1 Warszawskiej Dywizji Kawalerii i pododdziałami 13 pułku WW. Ochraniał odcinek granicy państwowej na Odrze od Kostrzyna do Gryfina i na lądzie, na zachód od Szczecina i Świnoujścia, do Wybrzeża Bałtyku. Port Szczecin przyjęto od Armii Czerwonej w październiku 1947.

## Sąsiednie oddziały Ochrony Pogranicza
- 2 Oddział Ochrony Pogranicza ⇔ 4 Oddział Morski Ochrony Pogranicza[r].

## Dowódcy oddziału
- ppłk Sergiusz Czesnakow[1][32] (był 9.11.1945[15]–był 03.1946[22]).
- mjr Aleksandr Bochanow (po 03.1946)[22].

## Żołnierze oddziału
- Bolesław Bonczar.

## Przekształcenia
3 Oddział Ochrony Pogranicza → 3 Szczeciński Oddział WOP → 8 Brygada Ochrony Pogranicza → 12 Brygada WOP → 12 Pomorska Brygada WOP → Pomorska Brygada WOP → Pomorski Oddział Straży Granicznej